# Obreja (Caraș-Severin)

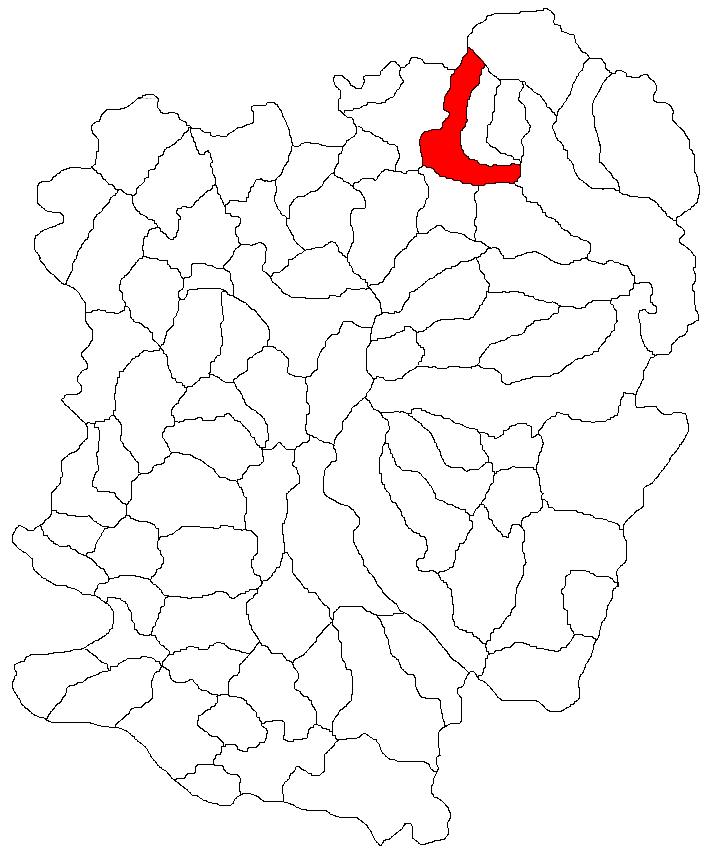
Lage der Gemeinde Obreja im Kreis Caraș-Severin

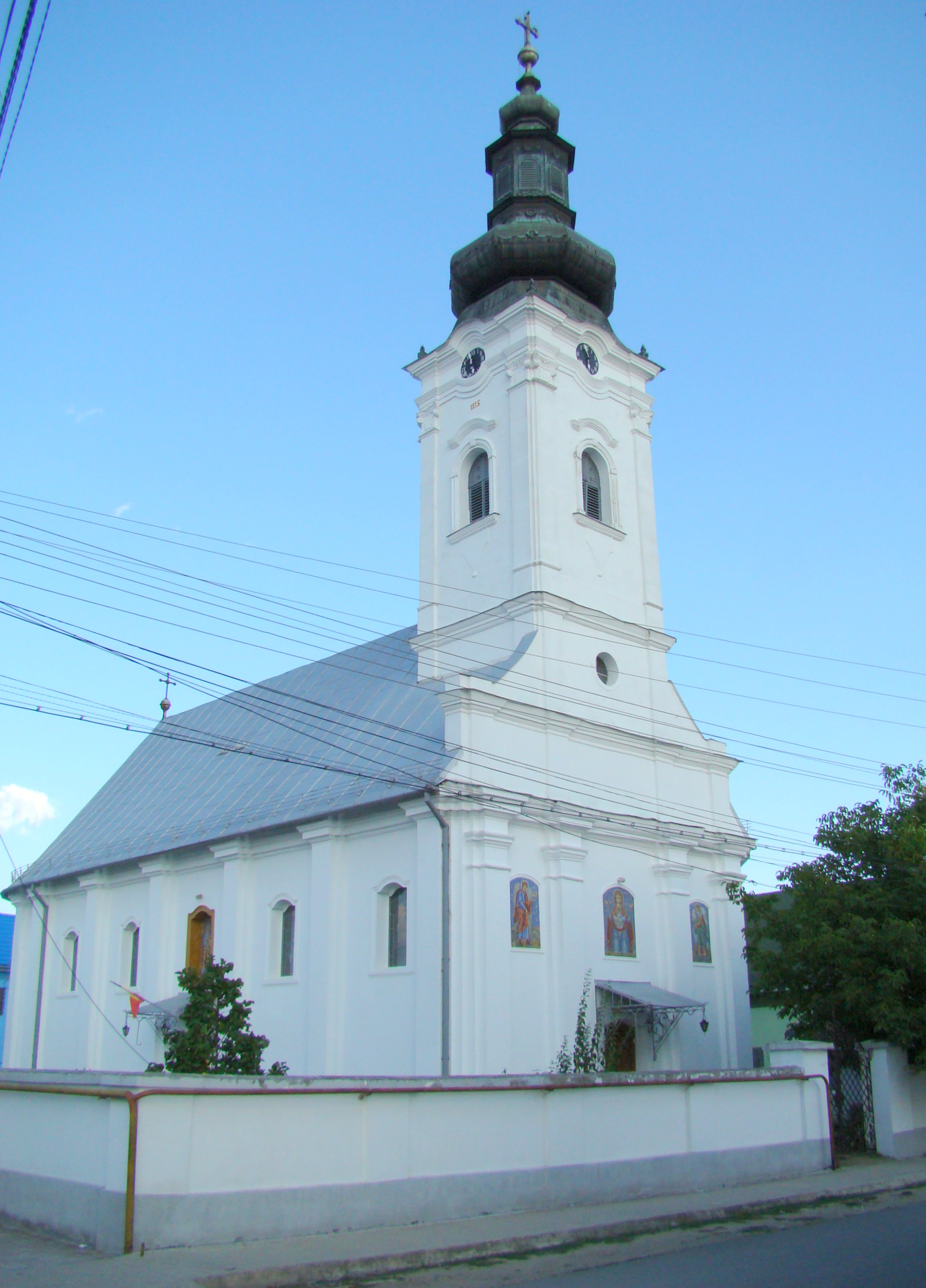
Orthodoxe Kirche in Obreja

Obreja (deutsch Obrescha, ungarisch Obrézsa) ist eine Gemeinde im Kreis Caraș-Severin in der Region Banat in Rumänien. Zur Gemeinde Obreja gehören auch die Dörfer Ciuta, Iaz und Var.

## Geografische Lage
Obreja liegt im Nordosten des Kreises Caraș-Severin, in neun Kilometer Entfernung von Caransebeș, an der Nationalstraße DN68, am linken Bistra-Ufer.

## Nachbarorte
| Maciova  | Rusca Montană                               | Oțelu Roșu |
| Ciuta    | Kompassrose, die auf Nachbargemeinden zeigt | Glimboca   |
| Păltiniș | Caransebeș                                  | Var        |

## Geschichte
Die Ortschaft wurde 1547 erstmals urkundlich erwähnt. Obreja erscheint regelmäßig in den Dokumenten der Zeit: 1603 waren Stefan Rakoczy und Andrei Nagy die Gutsherren von Also Obresia, 1628 fand eine Schenkung des Gutes Obresa seitens Gabriel Bethlen an Margareta und Sava Găman statt, 1642 erscheinen Felso Obresia und Also Obresia in den Urkunden, 1783 wurde Obreja dem Walachisch-Illyrisches Grenzinfanterie-Regiment Nr. 13 der Banater Militärgrenze angegliedert.
Infolge des Österreichisch-Ungarischen Ausgleichs von 1867 kam es zur Auflösung der Banater Militärgrenze. Das Banat wurde der ungarischen Krone unterstellt. Es setzte ein drückender Magyarisierungsprozess ein. Die amtliche Ortsbezeichnung war Obrézsa.
Der Vertrag von Trianon am 4. Juni 1920 hatte die Dreiteilung des Banats zur Folge, wodurch Obreja an das Königreich Rumänien fiel.

## Bevölkerungsentwicklung
| 1880 | 3926 | 3879 | -  | 38 | 9   |
| 1910 | 4815 | 4693 | 39 | 48 | 35  |
| 1930 | 4512 | 4495 | 4  | 1  | 12  |
| 1977 | 4129 | 3992 | 11 | 5  | 121 |
| 2002 | 3249 | 3171 | 15 | 7  | 56  |
| 2011 | 3252 | 3011 | 13 | 4  | 224 |
| 2021 | 3293 | 2972 | 3  | -  | 318 |

## Sehenswürdigkeiten
Die Foursquare-Liste des Europäischen Parlaments führte 2014 den zwischen Obreja und seiner westlichen Nachbargemeinde Glimboca gelegenen Liebestunnel von Obreja – ein von Vegetation „umrahmtes“ Stück der Bahnstrecke zwischen Bouțari und Caransebeș – als eine von 28 empfohlenen Sehenswürdigkeiten.